# Florian Sitzmann

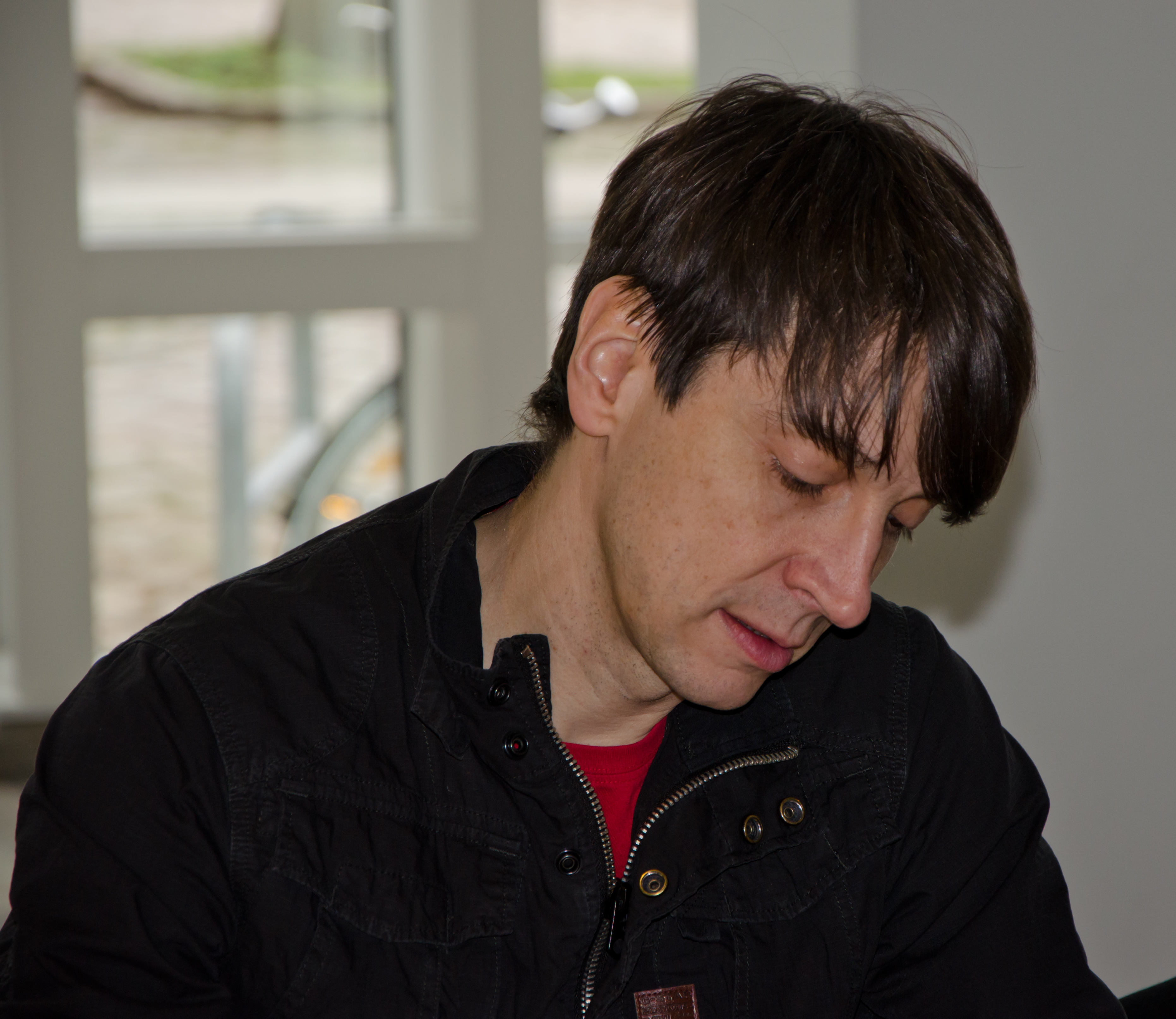
Florian Sitzmann (2014)

Florian Sitzmann (* 13. Mai 1965 in Karlsruhe) ist ein deutscher Musiker und Musikproduzent. Besonders bekannt ist er durch seine Tätigkeit als Keyboarder bei der Band Söhne Mannheims.

## Leben
Florian Sitzmann erhielt seit dem fünften Lebensjahr Klavierunterricht. Er studierte an der Hochschule für Musik Karlsruhe und schloss im Fach Klavier mit Auszeichnung ab. Neben Klavier spielt er auch Cello.
Im Laufe seiner Karriere arbeitete Florian Sitzmann mit vielen verschiedenen Künstlern zusammen, darunter Judy Bailey, Dieter Falk, André Heller, Edo Zanki, Ralf Gustke, Kosho und Xavier Naidoo. Dabei ist er bei den Produktionen auch als Arrangeur und Komponist tätig. Erstmals einem größeren Publikum wurde er durch seine Beiträge für die Homerecording-Wettbewerbe des MM-Musik-Media-Verlags (u. a. Herausgeber der Zeitschriften KEYBOARDS, Gitarre & Bass und Sticks) der Jahre 1987/88 und 1989/90 bekannt. 1995 begleitete er das Projekt Der Messias – Händel meets Pop als Arrangeur und Musical Director. Als Produzent arbeitete er beispielsweise für Cae Gauntt – die er auch live als Pianist unterstützt – oder auch für Nena, deren Album Chokmah (2001) er produzierte. Für die Liveaufführungen des Songs Sie sieht mich nicht von Xavier Naidoo dirigierte er 1999 die Wiener Symphoniker. Seit 2003 ist er an der Popakademie Baden-Württemberg in Mannheim als Dozent tätig, derzeit als Professor für Musikproduktion. Als Gastdozent unterrichtet er außerdem an der Bundesakademie für musikalische Jugendbildung in Trossingen und an der Filmakademie Ludwigsburg.
Er ist langjähriges Bandmitglied der Söhne Mannheims.
Florian Sitzmann betreibt seit 1999 ein eigenes Studio (Sherwood Forest Recorders), das in den Räumen des Kangaroo Digital Audio-Studios angesiedelt ist. Unter dem Pseudonym Instrumental Voyage sind seine Instrumentalarbeiten incl. der frühen Werke als Download erhältlich. Im Jahr 2018 erschien sein erstes Soloalbum Felt on Strings, das aus Improvisationen besteht.